# C1QB
C1QB (англ. Complement C1q B chain) – білок, який кодується однойменним геном, розташованим у людей на короткому плечі 1-ї хромосоми.  Довжина поліпептидного ланцюга білка становить 253 амінокислот, а молекулярна маса — 26 722.
| 10         |  | 20         |  | 30         |  | 40         |  | 50         |
| ---------- |  | ---------- |  | ---------- |  | ---------- |  | ---------- |
| MMMKIPWGSI |  | PVLMLLLLLG |  | LIDISQAQLS |  | CTGPPAIPGI |  | PGIPGTPGPD |
| GQPGTPGIKG |  | EKGLPGLAGD |  | HGEFGEKGDP |  | GIPGNPGKVG |  | PKGPMGPKGG |
| PGAPGAPGPK |  | GESGDYKATQ |  | KIAFSATRTI |  | NVPLRRDQTI |  | RFDHVITNMN |
| NNYEPRSGKF |  | TCKVPGLYYF |  | TYHASSRGNL |  | CVNLMRGRER |  | AQKVVTFCDY |
| AYNTFQVTTG |  | GMVLKLEQGE |  | NVFLQATDKN |  | SLLGMEGANS |  | IFSGFLLFPD |
| MEA        |  |            |  |            |  |            |  |            |

A: Аланін

C: Цистеїн

D: Аспарагінова кислота

E: Глутамінова кислота

F: Фенілаланін

G: Гліцин

H: Гістидин

I: Ізолейцин

K: Лізин

L: Лейцин

M: Метіонін

N: Аспарагін

P: Пролін

Q: Глутамін

R: Аргінін

S: Серин

T: Треонін

V: Валін

W: Триптофан

Задіяний у таких біологічних процесах як імунітет, вроджений імунітет, шлях активації комплементу. 
Секретований назовні.